# Ямбо Уологем
Ямбо Уологем (фр. Yambo Ouologuem; 22 серпня 1940, Бандіагара, Французький Судан — 14 жовтня 2017, Севаре, Малі) — малійський франкомовний  письменник, педагог. Доктор соціологічних наук.

## Біографія
Єдиний син у родині аристократ. Його батько був великим землевласником і працівником Міністерства освіти Малі. Я. Уологем вивчив кілька африканських мов, вільно говорив французькою, англійською та іспанською. Закінчив столичний ліцей у Бамако.
З 1960 року вивчав соціологію, філософію та англійську філологію у Вищій нормальній школі в Парижі. Після закінчення школи, викладав англійську мову і філософію в європейських країнах.
У 1969 році опублікував збірку «Lettre à la France nègre», а також еротичний роман «Les Milles et un bibles du sexe», опублікований під псевдонімом Утто Родольф.
Став відомий після опублікування роману» "Необхідність насильства" (Le devoir de violence, 1968). Екзистенціалістична спрямованість твору, прихильність натуралізму, нарочитий еротизм роману викликали різку критику з боку африканських літераторів.
Роман являє собою епохальну сагу про вигадану суданську імперію, дії в якій розгортаються протягом 800 років африканської історії і в якій три сили протягом століть несуть відповідальність за «рабський менталітет» чорної людини — стародавні африканські імператори, араби і, нарешті, з середини 1800-х років, європейські колоніальні адміністратори по перетворенню темношкірої людини в «негрейля» («нėгрочку», слово, придумане Я. Уологемом). Текст виявився спірним, деякі критики стверджували, що це нова форма африканської літератури, інші — що це франкомовне текстуальне відтворення роману «Це поле бою» («Battlefield», 1934) Ґрема Ґріна. Цю ж точку зору зайняв французький суд, який за позовом Ґрема Ґріна і його видавців виніс вердикт, що забороняє поширення «Необхідності насильства» на території Франції. 
Після звинувачень у плагіаті Уологем в кінці 1970-х років повернувся в Малі, вів відокремлене життя мусульманського відлюдника-марабута до своєї смерті 14 жовтня 2017 року.
Я. Уологем розглядав долю африканців як наслідок насильства і утверджує обов'язок насильства по відношенню до білих, які нав'язують їм рабський менталітет і характер.
До 1984 року працював директором Молодіжного центру в невеликому містечку Севаре у центральній частині країни, де він написав і відредагував серію дитячих підручників.
Я. Уологем став першим африканським письменником, який отримав Велику французьку літературну премію Ренодо (1968).